# Auto Academia Garriga
Auto Academia Garriga war ein spanischer Hersteller von Automobilen.

## Unternehmensgeschichte
Das Unternehmen aus Barcelona begann 1923 unter Leitung von José Garriga Albaret mit der Produktion von Automobilen. 1925 endete die Produktion. Der Markenname lautete Garriga.

## Fahrzeuge
Das Unternehmen stellte kleine Sportwagen her. Für den Antrieb sorgten Vierzylindermotoren von S.C.A.P. mit 1100 cm³ Hubraum.